# Tarpa
Pour l’article homonyme, voir Tarpa.
Tarpa est un village et une commune du comitat de Szabolcs-Szatmár-Bereg en Hongrie.